# Ayn al-Tineh al-Sharqiyah
'Ayn al-Tineh al-Sharqiyah (tiếng Ả Rập: عين التينة الشرقية; còn được gọi đơn giản là Ayn al-Tineh) là một ngôi làng ở phía bắc Syria nằm ở phía tây Homs thuộc tỉnh Homs. Theo Cục Thống kê Trung ương Syria, 'Ayn al-Tineh al-Sharqiyah có dân số 1.135 trong cuộc điều tra dân số năm 2004. Cư dân của nó chủ yếu là Alawites.